# Regenter i Juda
Kung Davids ättlingar som regerade i Jerusalem, huvudstaden i Juda rike, efter splittringen i en nordlig (Israel) och en sydlig del (Juda) vid Salomos död ca 980 f.Kr. Det finns osäkerheter om hur långa regeringsperioderna var för en del av kungarna i Juda rike. Listan nedan bygger på uppgifterna i Gamla Testamentet och är inte harmoniserad med kungalängderna för nordriket som föll för Assyrien år 722 f.Kr. under kung Hiskias sjätte regeringsår.
- 983-967 f.Kr. Rehabeam
- 967-964 f.Kr. Aviam
- 964-924 f.Kr. Asa
- 924-900 f.Kr. Josafat
- 900-893 f.Kr. Joram
- 893-892 f.Kr. Achasja
- 892-887 f.Kr. Atalja (drottning)
- 887-847 f.Kr. Joash
- 847-823 f.Kr. Amasja
- 823-811 f.Kr. förmyndarregering
- 811-759 f.Kr. Asarja/Ussia
- 759-743 f.Kr. Jotam
- 743-727 f.Kr. Achas
- 727-698 f.Kr. Hiskia
- 697-642 f.Kr. Manasse
- 641-640 f.Kr. Amon
- 639-609 f.Kr. Josia
- 609-609 f.Kr. Joahas
- 608-598 f.Kr. Jojakim
- 598-597 f.Kr. Jojakin
- 597-587 f.Kr. Sidkia
- 587 f.Kr. Huvudstaden i Juda rike, Jerusalem, faller för kungen i Babylon, Nebukadnessar II